# Powódź nad rzeką Murray (1956)

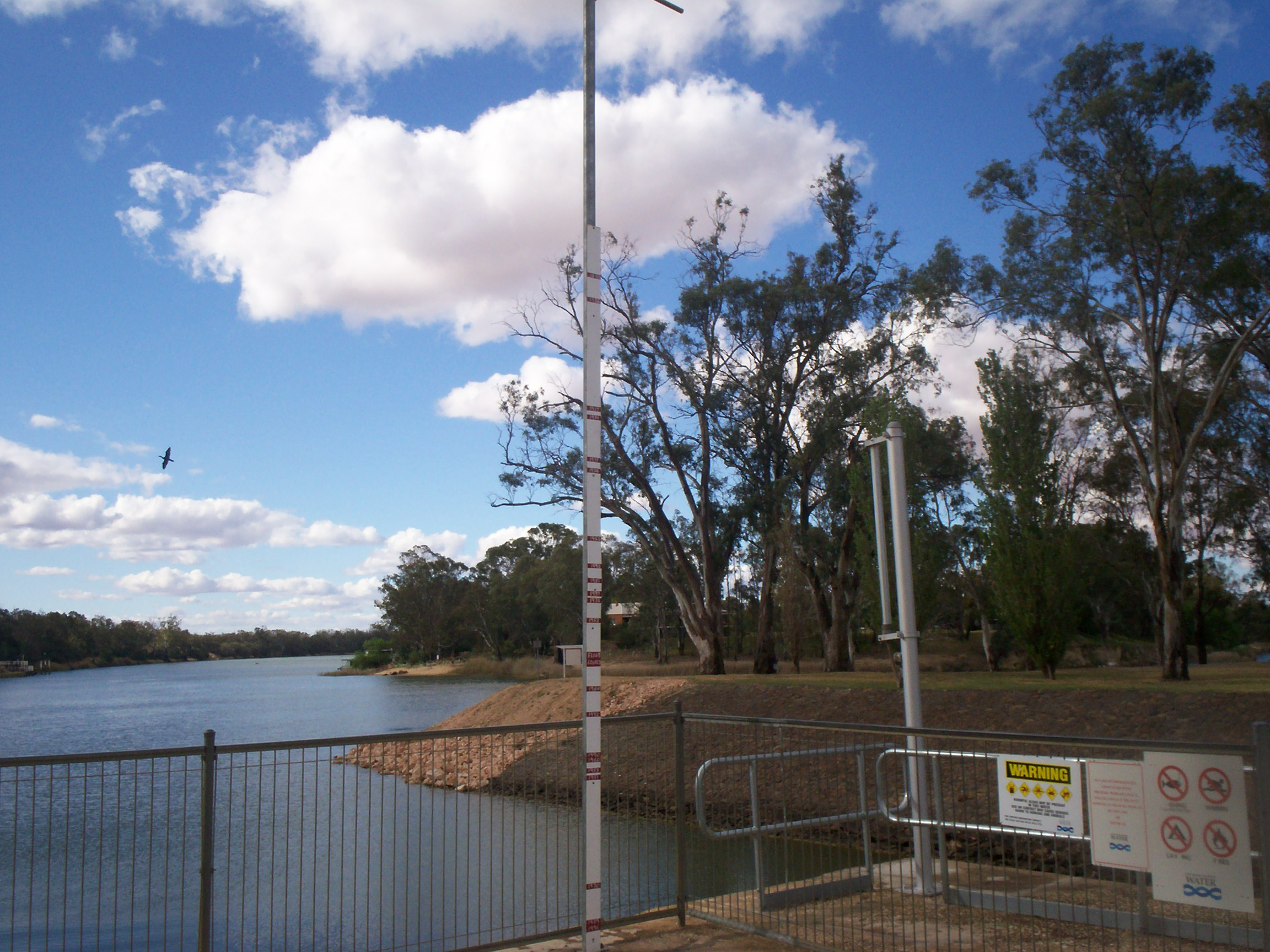
Drugi czerwony znacznik od góry, ukazuje gdzie sięgała rzeka w 1956.

Powódź nad rzeką Murray – powódź, która wystąpiła nad rzeką Murray w 1956 roku. Wzrost poziomu wody w rzece spowodował zalanie wielu miast w trzech stanach Australii, m.in.: Colignan, Iraak, Mannum, Murray Bridge, Mildura, Nangiloc, Red Cliffs, Renmark i Wentworth.
Powódź wystąpiła na skutek opadów w zachodniej części Queensland, które były wyższe od średniej oraz ulewnych deszczów, które przez okres trzech miesięcy nawiedzały region dorzecza rzeki Murray. W mieście Morgan (Australia Południowa) woda osiągnęła wysokość 12,3 m. Na niektórych obszarach woda wylała na 100 km od koryta rzeki.
Powódź była i nadal jest uważana za największą powódź w historii dorzecza rzeki Murray oraz opisywana jest jako największa katastrofa w historii stanu Australii Południowej. 
W wyniku powodzi został zbudowany zbiornik Menindee Lakes, który gromadzi nadmiar wody z rzeki Darling.